# Чернаки (Новосибирская область)
Чернаки — село в Краснозёрском районе Новосибирской области. Входит в состав Майского сельсовета.

## География
Площадь села — 104 гектара.

## История
Основано в 1775 году. В 1928 году состояло из 244 хозяйств. В административном отношении являлось центром Чернаковского сельсовета Петропавловского района Каменского округа Сибирского края.

## Население
| 2002 | 2007 | 2010 |
| ---- | ---- | ---- |
| 309  | ↗376 | ↘323 |

По переписи 1926 года в селе проживало 1358 человек, в том числе 642 мужчины и 716 женщин. Основное население — украинцы.

## Инфраструктура
В селе по данным на 2007 год функционируют 1 учреждение здравоохранения и 1 учреждение образования.